# Maranao

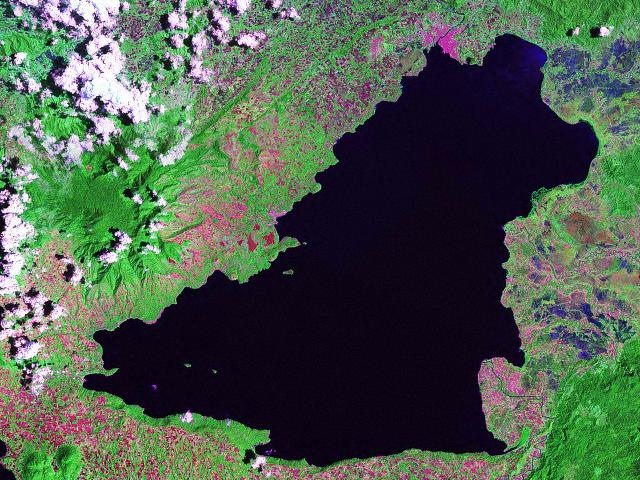
Der Lanao-See

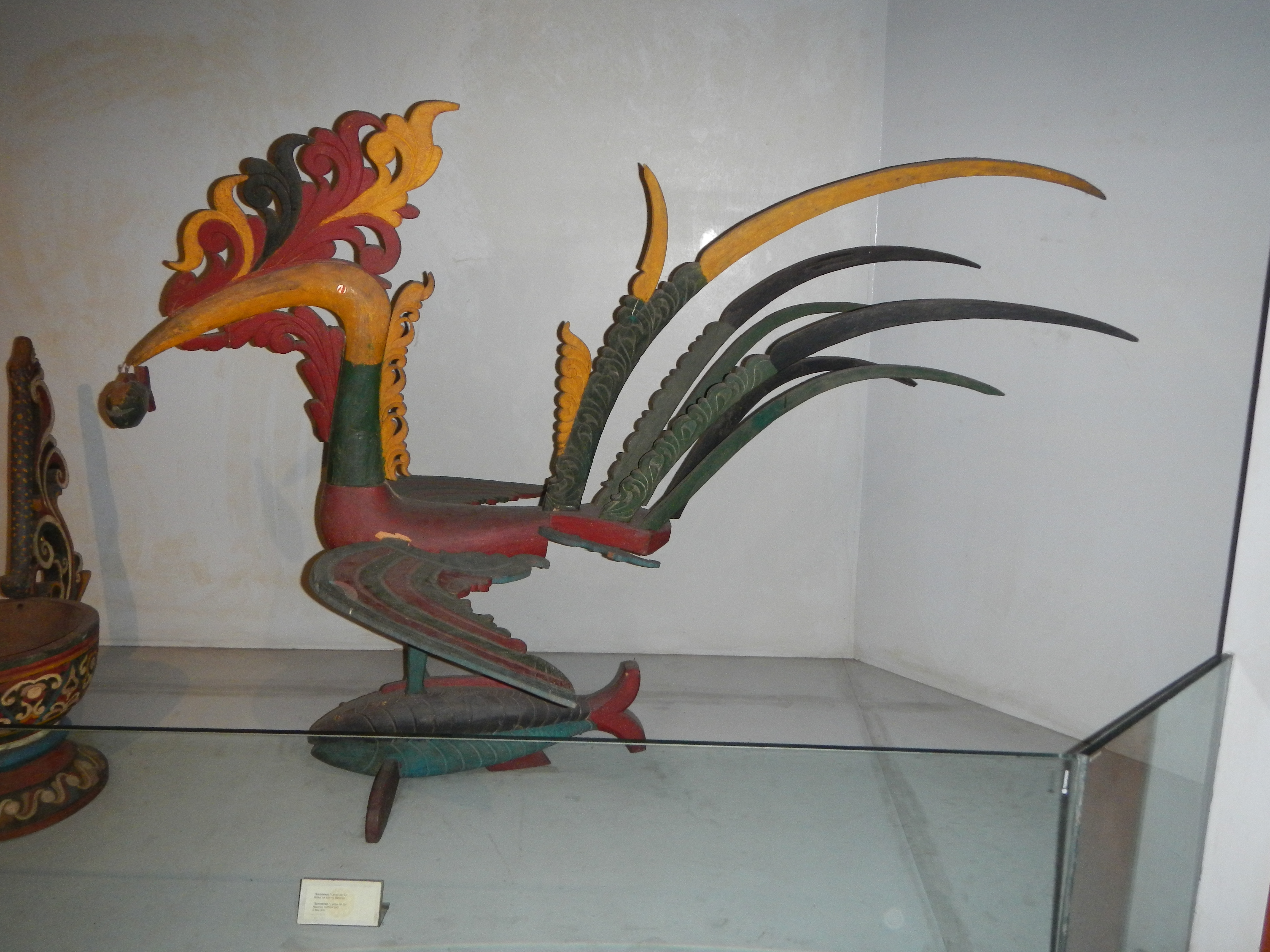
Sarimanok im Museum of the Filipino People, Manila

Die Maranao sind eine philippinische Volksgruppe, die hauptsächlich auf der südphilippinischen Insel Mindanao lebt. Der Name bedeutet „Volk des Sees“.
Die Maranao leben überwiegend in der Provinz Lanao del Sur und umfassen ungefähr 780.000 Menschen. Die meisten Maranao sind sunnitische Muslime. Sie sprechen die nach ihnen benannte Sprache Maranao, die zum malayo-polynesischen Sprachzweig der austronesischen Sprachfamilie gehört.
Die Maranao gehören zu den Moros, wie die philippinischen Muslime zusammengefasst genannt werden.

## Kultur
Die Maranao-Kultur konzentriert sich um den Lanao-See, den größten See auf Mindanao und den zweitgrößten und tiefsten See der Philippinen. Lanao ist Gegenstand verschiedener Mythen und Legenden. Bekannt ist exquisite Volkskunst, farbenfrohe Webstoffe sowie Metall- und Holzarbeiten.
Neben einer Moschee ist ein Torogan das bestimmende Haus der Siedlungen. Diese früheren Herrschaftssitze sind reich mit Holzschnitzereien geschmückt. okir ist das meistverbreitete Muster. Die Dächer sind mit mythischen sarimanok-Vögeln verziert, die allgemein als Symbole für Ehre, Glück und Einfluss gelten.
Darangen (deutsch „Erzählung in Liedform“) ist ein episches Lied der Marano aus der vor-islamischen Zeit. In 17 Zyklen und mehr als 72.000 Zeilen werden die Geschichte des Volkes und die Taten mythischer Helden dargestellt. Darangen enthält auch die klassischen sozialen und legalen Normen. Die Älteren zitieren daraus noch heute, wenn sie das alltägliche Recht anwenden. Aufgrund des Umfangs und der archaischen Sprache wird es allerdings nicht mehr so häufig vorgetragen. 2008 wurde Darangen in die UNESCO-Liste des immateriellen Kulturerbes der Menschheit aufgenommen.